# Untereinzingen

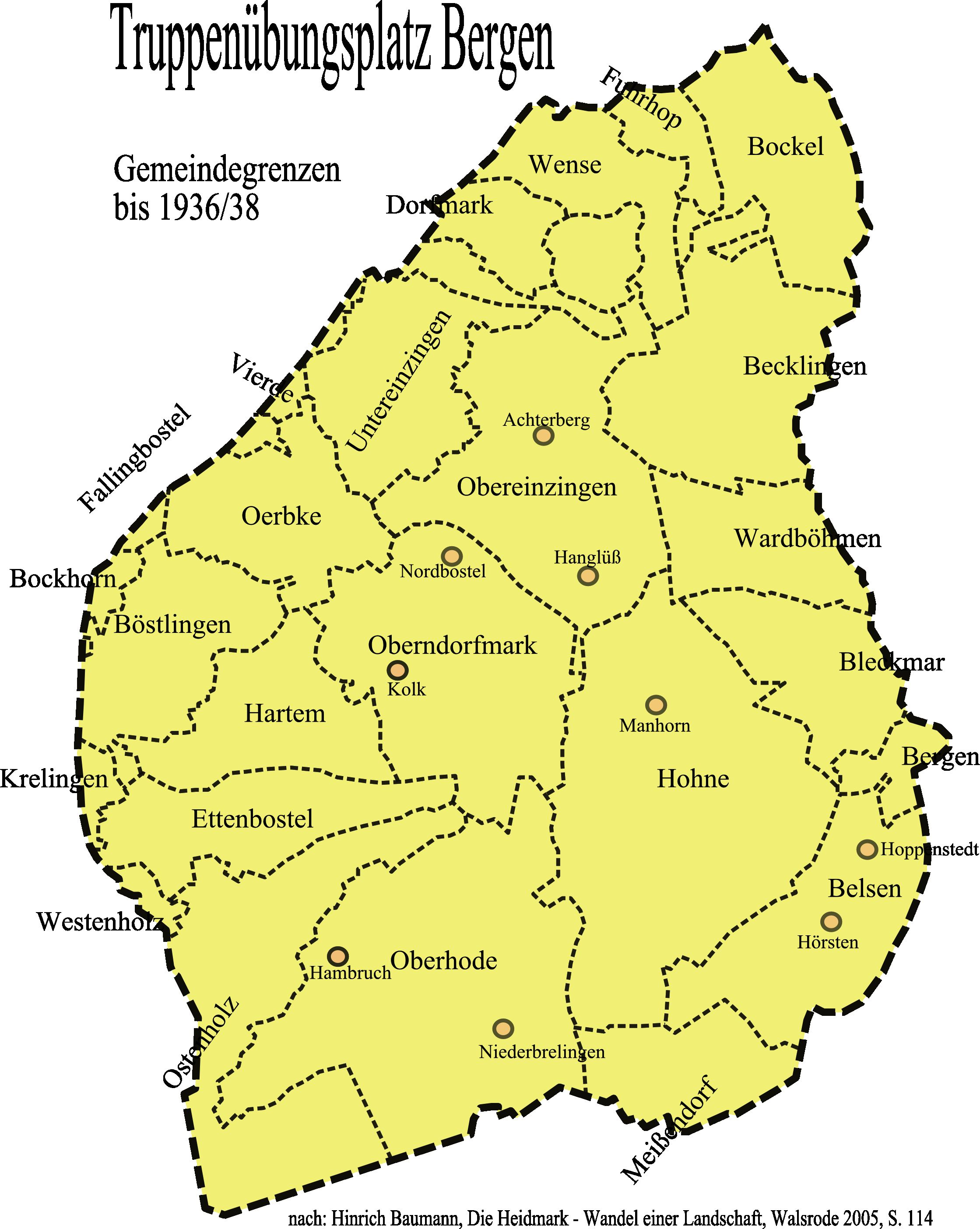
Ober- und Untereinzingen lagen im Nordwesten des Truppenübungsplatzes Bergen

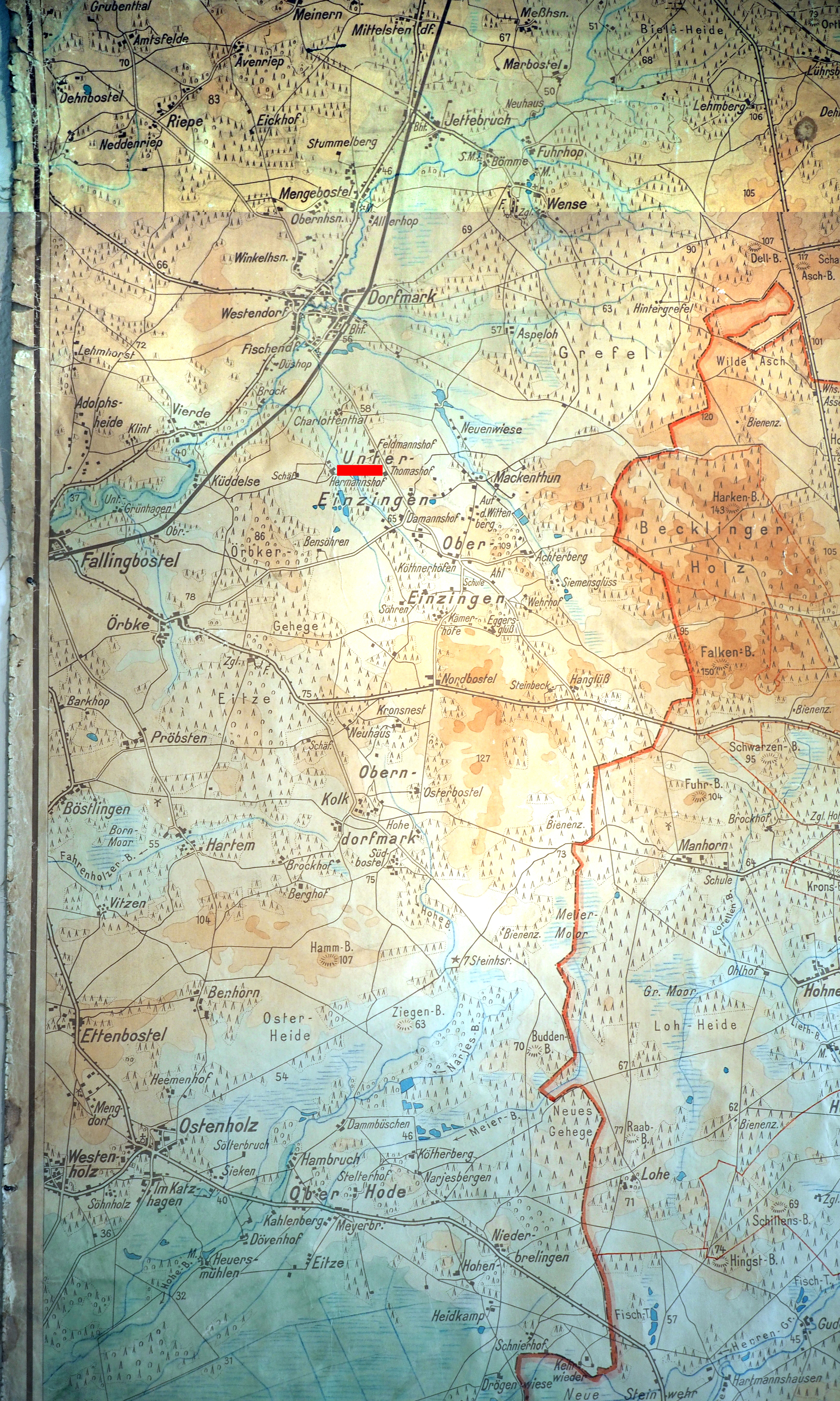
Historische Karte der Ostheidmark

Untereinzingen ist eine Gemarkung des gemeindefreien Gebietes Osterheide im Landkreis Heidekreis, in der Lüneburger Heide (Niedersachsen). Untereinzingen war der Sammelname einer Gemeinde in der Ostheidmark im Altkreis Fallingbostel. Viele Einzelhofsiedlungen, wie sie in der Ostheidmark typisch waren, bildeten die Gemeinde unter einem Sammelnamen. Zu Untereinzingen gehörten u. a. der Feldmannshof (Feldhof), Dammanshof, Westermannshof, Pröhlshof, Hormannshof, Brüggemannshof, Ehlershof, Cohrshof, Meyershof, Hövenhof und Thomashof.
Die Gemeinde gehörte zum Kirchspiel Dorfmark. Die Gesamtgröße des Gemeindegebietes betrug 1253 Hektar. Im Zuge der Errichtung des Truppenübungsplatzes Bergen erfolgte vom Sommer 1935 bis Mai 1936 die Umsiedlung der Bevölkerung und Räumung des gesamten Gebietes. Die Hofbesitzer wurden entschädigt, die Gebäude wurden zum größten Teil abgerissen.

## Geschichte
Untereinzingen geht zusammen mit Obereinzingen aus der vorherigen Ortschaft Einzingen hervor, die ursprünglich aus den drei Höfen Dammanshof, Cohrshof und Ehlershof bestand. Im Hoyaer Urkundenbuch findet sich ein Eintrag, nach dem bereits am 10. Februar 1344 ein "hof zu einzige" existierte. Erst nach dem Dreißigjährigen Krieg wurde die obere und untere Bauernschaft getrennt aufgeführt.
Nachdem Obereinzingen 1854 seine eigene Schule bekommen hatte, wurde im August 1909 auch in Untereinzingen mit dem Bau einer Schule nahe dem Feldmannshof begonnen. Am 11. April 1910 wurde sie eingeweiht. Der Bau hat 21.050 Mark gekostet.

### Einwohnerentwicklung
Unter- und Obereinzingen hatten folgende Einwohnerentwicklung:

1770 – 245 Einwohner

1826 – 377 Einwohner

1933 – 709 Einwohner

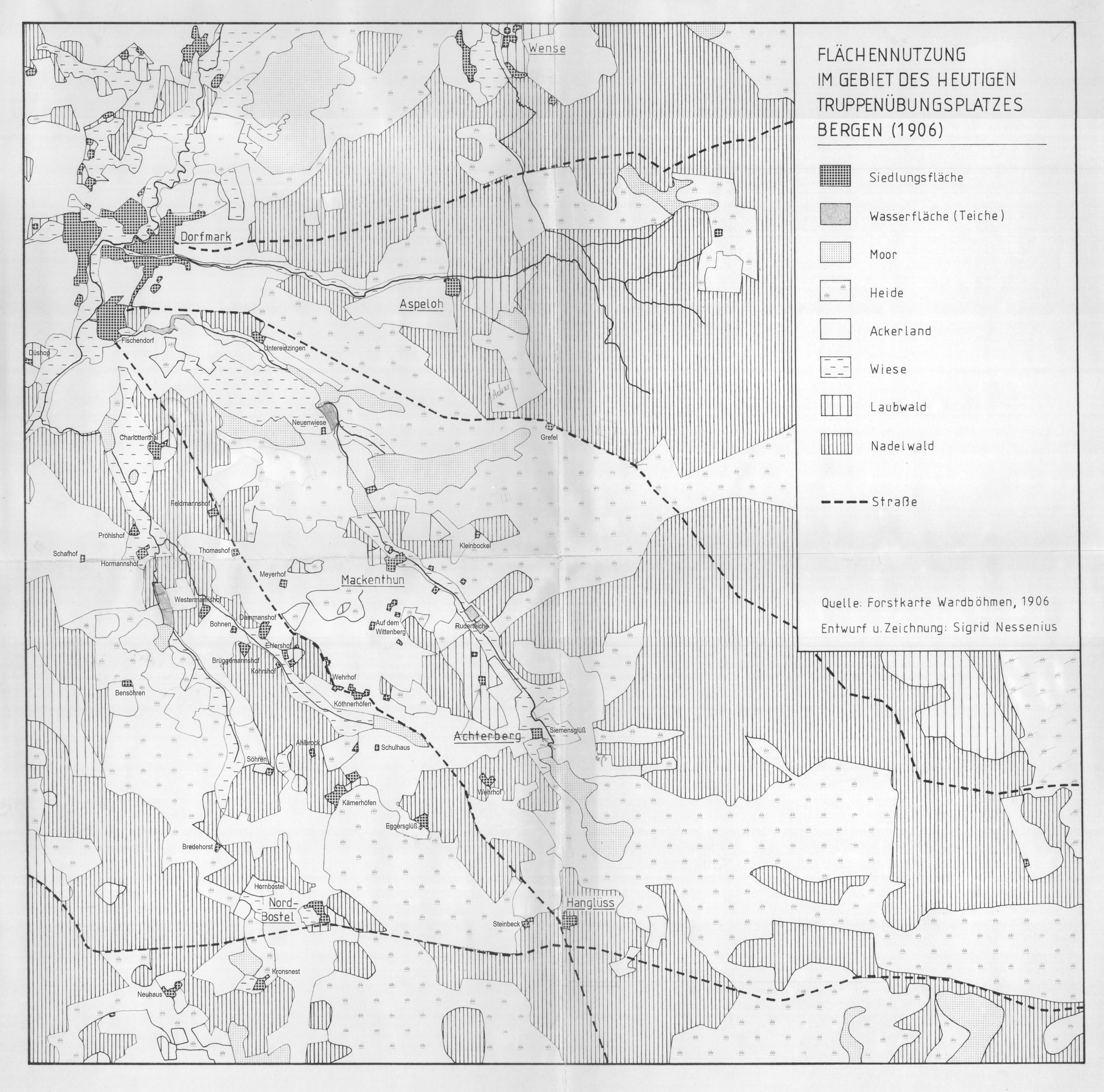
Flächennutzung des Gebietes, Stand 1906
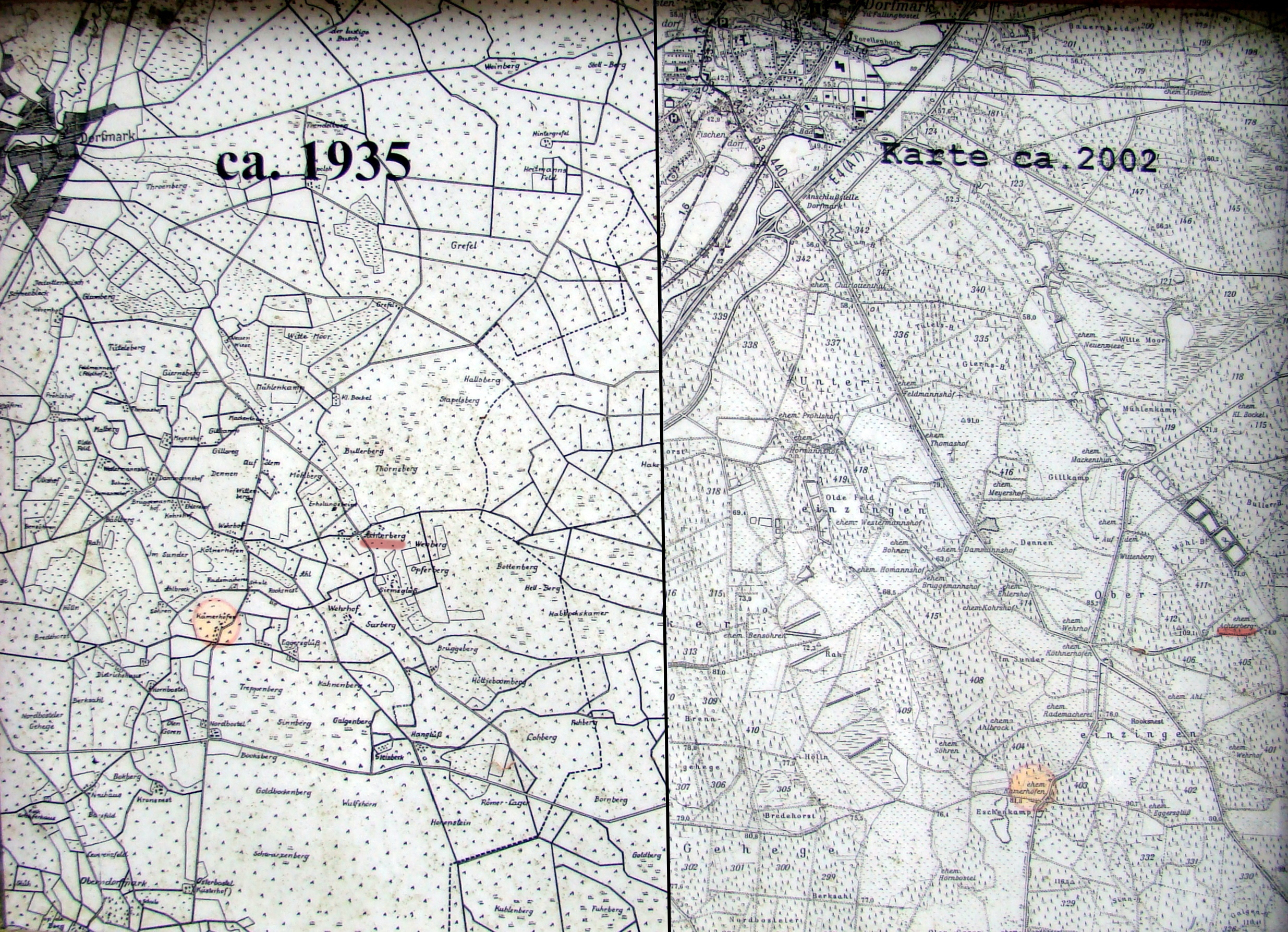
Karten des Gebietes Ober- und Untereinzingen, Stand 1935 und 2002
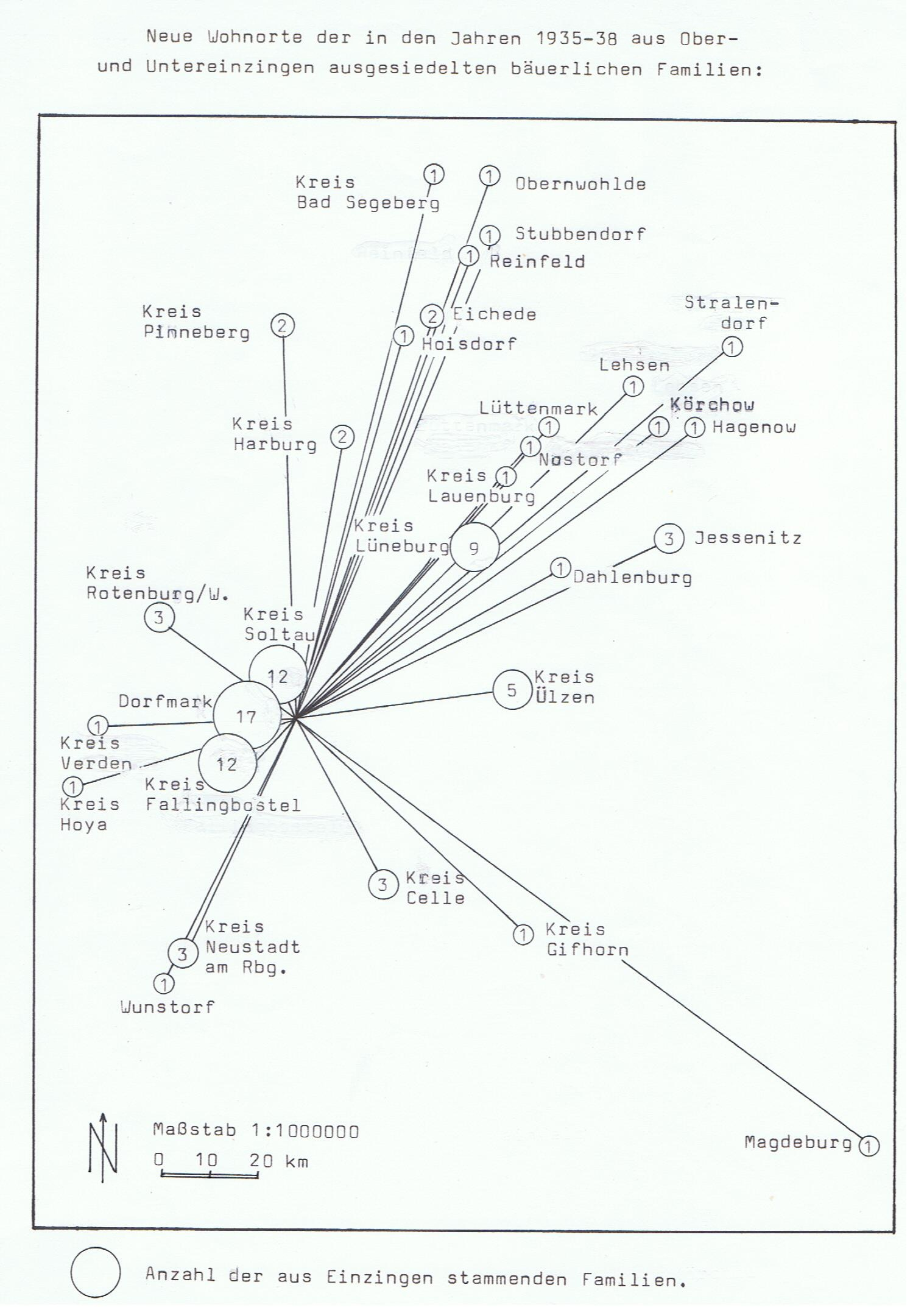
Neue Wohnorte von aus Ober- und Untereinzingen ausgesiedelten Familien
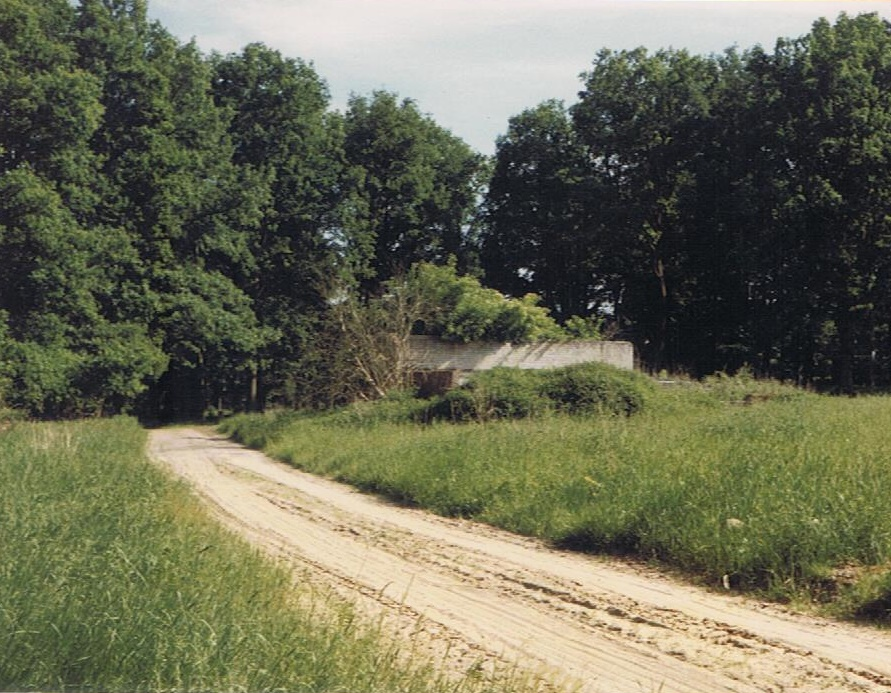
Wüstung Hormannshof

In Dorfmark befindet sich ein Denkmal zu Ehren der Gefallenen des Ersten Weltkriegs aus den damaligen Ortschaften Ober- und Untereinzingen.

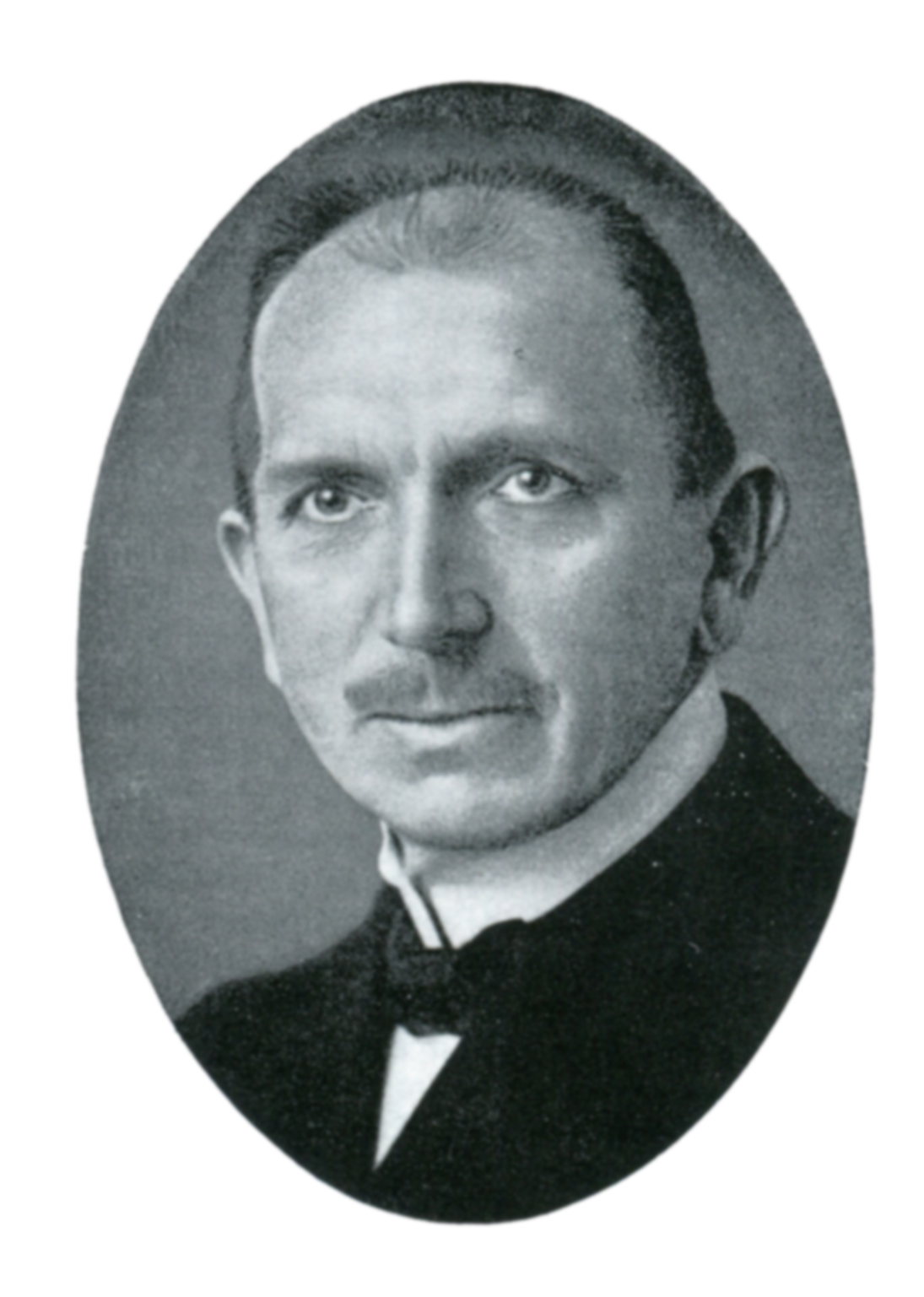
Heinrich Eggersglüß

## Söhne und Töchter des Ortes
- Heinrich Friedrich Wilhelm Eggersglüß (1875–1932), Heimatdichter, genannt: der "Heidedichter"

## Einzelbelege
1. ↑  Hans Stuhlmacher: Die Heidmark. Louis Scheling, Walsrode 1939, S. 208.
2. ↑  Gefallenen-Ehrenmal Ober- und Untereinzingen

Koordinaten: 52° 52′ N, 9° 47′ O